# Massacre de Aksum
O Massacre de Aksum (também: massacre de Axum ou massacre de Maryam Ts'iyon) foi um massacre de cerca de 100–800 civis que ocorreu em Aksum durante a Guerra de Tigray. A parte principal do massacre ocorreu na tarde e noite de 28 de novembro, continuando em 29 de novembro, com um menor número de execuções extrajudiciais ocorrendo antes, a partir de 19 de novembro e durante as semanas seguintes ao fim de semana de 28-29 de novembro. O massacre foi atribuído às Forças de Defesa da Eritreia pela Amnistia Internacional, pela Associated Press, pela Comissão Etíope de Direitos Humanos, pela Human Rights Watch (HRW) e pela conferencista da Universidade de Adigrat Getu Mak. O massacre principal consistiu em tiroteios indiscriminados pelas Forças de Defesa da Eritreia em Aksum. Os corpos foram levados às igrejas, incluindo a Igreja de Nossa Senhora Maria de Sião (Maryam Ts'iyon), para sepultamento. Devido a um forte bloqueio de comunicação, a notícia do massacre só foi revelada internacionalmente no início de janeiro de 2021, depois que os sobreviventes escaparam para locais seguros.